# Rivolta di Treblinka
La rivolta di Treblinka fu la ribellione e la conseguente evasione di massa dei prigionieri avvenuta il 2 agosto 1943 nel campo di sterminio nazista di Treblinka.
Fu organizzata dalla resistenza clandestina di Treblinka con l'obiettivo di distruggere il campo e consentire la fuga. I cospiratori riuscirono a procurarsi le armi da un magazzino, ma non furono in grado di eliminare il personale né di distruggere le camere a gas. Dei circa 840 prigionieri presenti nel campo, diverse centinaia furono uccise e quasi 400 riuscirono a scappare. Meno di 70 dei fuggitivi sopravvissero alla guerra.

## Contesto
Treblinka II fu uno dei tre centri di sterminio istituiti nell'ambito dell'operazione Reinhard, operativo dal luglio 1942 e adibito allo sterminio della popolazione ebraica. Secondo Jacek Młynarczyk, vi morirono almeno 780 863 persone.
Fin dall'inizio i tedeschi avevano pianificato di far svolgere tutti i lavori fisici, in particolare quelli inerenti al processo di sterminio, agli Arbeitsjuden, i prigionieri ebrei risparmiati dalla morte immediata nelle camere a gas. Tra le persone portate a Treblinka venivano selezionati lavoratori qualificati e uomini giovani e forti in grado di fare lavori pesanti. Il numero dei "selezionati" variava in base alle esigenze del momento: a volte si trattava di centinaia di persone, a volte di qualcheduna, in altri casi non veniva risparmiato nessuno. In media, nel campo lavoravano tra i 700 e i 1 500 prigionieri nelle aree comunemente note come "campo inferiore". Dovevano far scendere le vittime dai treni, costringerle a spogliarsi, smistare gli indumenti e gli effetti personali saccheggiati, tagliare i capelli alle donne e svolgere varie altre mansioni per il campo e le sue guardie.
Nell'area di sterminio, detta "campo superiore" o "campo di sterminio" (in tedesco Totenlager, in yiddish Tojtlager‎?) lavoravano fino a 300 ebrei. Vivevano in condizioni terribili e i loro compiti consistevano nello svuotare e pulire le camere a gas, estrarre i denti d'oro dai cadaveri, seppellire (e in seguito bruciare) i corpi nelle fosse comuni.
Nei primi mesi di attività del campo il ricambio tra gli Arbeitsjuden era elevato. I tedeschi e i Trawnikimänner torturavano e uccidevano costantemente i prigionieri, sostituendo i morti i nuovi arrivati. Questo continuo ricambio influiva negativamente sull'efficienza lavorativa. Inoltre, ogni prigioniero viveva con la consapevolezza di poter essere ucciso in qualsiasi momento; ciò portò alcuni a compiere atti di resistenza disperata. Un segnale di allarme per i tedeschi fu la morte dell'ufficiale delle SS Max Biala, pugnalato a morte da Meir Berliner, un ebreo argentino. Pertanto nel settembre 1942 il comandante del campo Franz Stangl ordinò la formazione di squadre di lavoro permanenti. Con il passare del tempo il numero delle esecuzioni calò, i detenuti ricevettero numeri identificativi e la loro situazione migliorò leggermente.

## La resistenza nel campo
All'inizio del 1943 si verificarono le condizioni che permisero di organizzare un movimento di resistenza interno. In primo luogo, la riduzione del numero di esecuzioni frenò il ricambio tra gli "ebrei lavoratori". In secondo luogo, a Treblinka arrivarono meno trasporti, alimentando tra i prigionieri il timore che il campo sarebbe stato smantellato a breve e che loro sarebbero stati uccisi. Le frammentarie informazioni sulle sconfitte tedesche a Stalingrado e sugli altri fronti li portarono a concludere che i tedeschi avrebbero cercato di eliminare i testimoni del genocidio. Mentre nei primi mesi c'erano state alcune possibilità di fuggire, nell'autunno del 1942 i tedeschi avevano notevolmente rafforzato le misure di sicurezza, e all'inizio dell'anno successivo le evasioni cessarono quasi del tutto. La difficoltà di fuggire da soli, unita alla paura dell'uccisione di tutti i prigionieri, portò gli Arbeitsjuden all'idea di una rivolta armata e di una fuga collettiva.

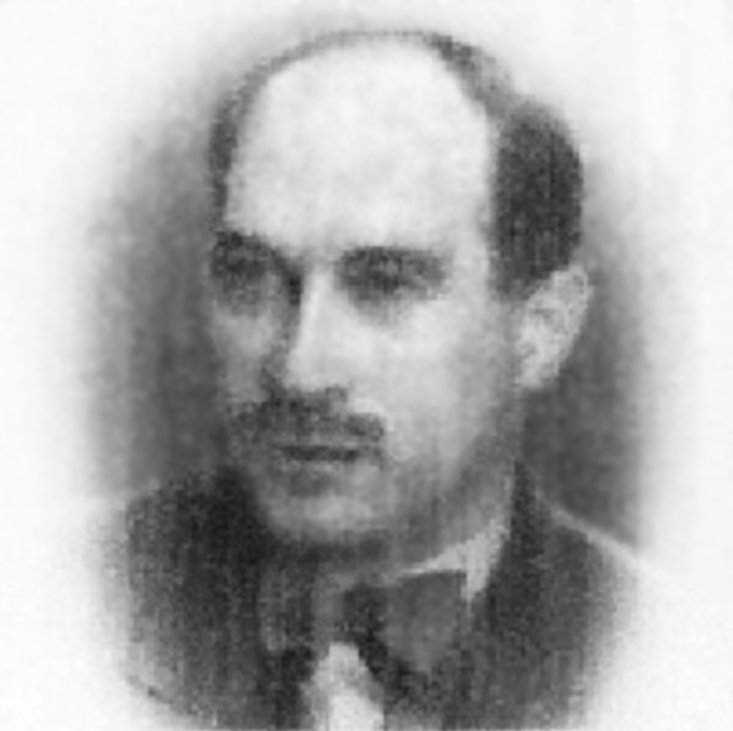
Julian Chorążycki, il primo leader della resistenza a Treblinka.

Alla fine di febbraio o all'inizio di marzo del 1943 un gruppo di prigionieri del "campo inferiore" formò un comitato organizzativo. I membri fondatori furono Julian Chorążycki (medico di Varsavia e capitano delle forze armate polacche), Cwi Kurland (kapò nel campo di Treblinka), Želomir Bloch (ufficiale dell'esercito cecoslovacco e vorarbeiter nel comando di smistamento), Izrael Sudowicz (agronomo di Varsavia) e Władysław Salzberg (pellicciaio di Kielce e capo del laboratorio di sartoria). Dopo qualche tempo si unì Adolf Friedman di Łódź (kapo nel comando di smistamento, presumibilmente soldato della legione straniera francese). Vi erano altri membri del comitato, ma le informazioni sulla loro identità sono contrastanti. Chorążycki era il leader non ufficiale, mentre Želomir Bloch fungeva da esperto militare. Tutti i cospiratori erano prigionieri funzionari o appartenevano al gruppo degli "ebrei di corte" (in tedesco Hofjuden), il che li collocava al vertice della gerarchia dei prigionieri del campo. La maggior parte erano uomini maturi provenienti da ambienti intellettuali.
Il comitato non intendeva reclutare troppi membri e concentrò i propri sforzi sull'acquisizione di armi. Poiché i detenuti accumulavano segretamente oro e oggetti di valore lasciati dagli ebrei uccisi con il gas, inizialmente tentarono di corrompere i Trawnikimänner e di acquisire le armi tramite i contadini polacchi, con i quali i comandi forestali vicino al campo mantenevano contatti occasionali, ma senza esito; prima che il comitato organizzativo potesse espandere le proprie attività, subì diverse battute d'arresto. Nella seconda metà di marzo un gran numero di prigionieri del "campo inferiore", tra cui Želomir Bloch e Adolf Friedman, furono mandati a lavorare nell'area di sterminio. All'inizio di aprile il dottor Chorążycki si suicidò dopo che i tedeschi scoprirono il denaro destinato a corrompere le guardie.
Poco dopo la morte di Chorążycki entrò a far parte del comitato Benjamin Rakowski, l'anziano del campo (in tedesco Lagerälteste). Ad aprile gli sforzi per ottenere le armi finalmente ebbero successo. Un giorno la serratura della porta dell'armeria nei quartieri tedeschi si ruppe e un fabbro ebreo, Eugeniusz Turowski, colse l'occasione per fabbricare segretamente una chiave. Più tardi quello stesso mese fu compiuto un tentativo improvvisato di rubare delle armi: alcuni ragazzi ebrei che prestavano servizio come inservienti delle SS (in tedesco Putzer) prelevarono due scatole di granate dall'armeria. Quando le consegnarono ai cospiratori, però, si scoprì che le granate erano prive di spolette, conservate separatamente. Riportarono quindi le scatole nell'armeria senza farsi notare. Dopo questo incidente le attività del comitato diminuirono temporaneamente. Il Lagerälteste Rakowski abbandonò l'idea della resistenza armata, progettando invece di fuggire con la sua amante e un gruppo di prigionieri fidati, ma prima che potesse mettere in atto il suo piano di fuga, i tedeschi scoprirono l'oro e gli oggetti di valore nascosti in suo possesso e lo giustiziarono (verso la fine di aprile o l'inizio di maggio).

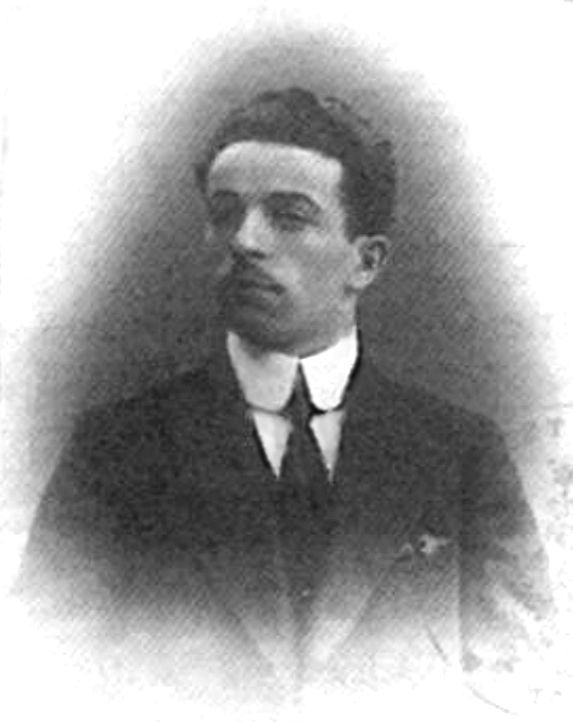
Berek Lajcher, il presunto secondo leader della resistenza.

A maggio la notizia della rivolta nel ghetto di Varsavia raggiunse il campo. L'esempio dei combattenti del ghetto fu fonte di ispirazione. L'impulso a riprendere i preparativi per la rivolta fu dato anche dalle notizie sulle ulteriori sconfitte subite dalla Wehrmacht sul fronte orientale e in Africa. A giugno si unirono al comitato nuovi membri: l'ingegnere Marceli Galewski, che assunse il ruolo di "anziano del campo" dopo la morte di Rakowski, e un uomo di nome Moniek, proveniente da Varsavia, un kapo degli "ebrei di corte". Alcune fonti menzionano anche Rudolf Masarek (mezzo ebreo e ufficiale dell'esercito cecoslovacco) e il "dottor Leichert di Węgrów". Quest'ultimo, il cui vero nome era Berek Lajcher, secondo Samuel Rajzman avrebbe sostituito il dottor Chorążycki, diventando il leader de facto dei cospiratori. Alcune fonti identificano Galewski come il nuovo leader della resistenza, mentre secondo altre il leader potrebbe essere stato Mojshe Lubling di Wolbrom, arrivato a Treblinka all'inizio di ottobre 1942. Il comitato rinnovato contava una decina di membri, di cui solo Kurland, Sudowicz e Salzberg facevano parte del gruppo originario. Ben presto si iniziò a reclutare nuovi membri e nel luglio 1943 il numero era salito a circa 60. I cospiratori erano divisi in sezioni da 5-10 membri.
Parallelamente allo sviluppo della resistenza nel "campo inferiore", le sue fondamenta venivano gettate anche nel Totenlager (area di sterminio). I principali promotori erano Želomir Bloch e Adolf Friedman, trasferiti dal "campo inferiore" nel marzo 1943. Le condizioni della loro attività cospiratoria erano molto difficili. A differenza dei cospiratori del "campo inferiore", che avevano il sostegno della leadership dei prigionieri, dovevano evitare il contatto con l'Oberkapo Singer e i suoi sostenitori, noti per essere collaboratori e informatori. Inoltre, non avevano modo di procurarsi armi da fuoco. Il numero relativamente esiguo di prigionieri e la topografia sfavorevole del "campo superiore" ponevano inoltre i potenziali insorti in una posizione di svantaggio. Tuttavia, alla fine di maggio o all'inizio di giugno nel "campo superiore" era già operativo un comitato organizzativo separato (i nomi dei suoi membri, ad eccezione di Bloch e Friedman, rimangono sconosciuti). Il numero totale dei cospiratori raggiunse diverse decine; come nel "campo inferiore", erano divisi in squadre di cinque persone. Il falegname Jankiel Wiernik, uno dei pochi che aveva il diritto di spostarsi tra le diverse zone del campo grazie al suo lavoro, garantiva il collegamento tra i due comitati.
Nonostante la presenza di alcuni informatori tedeschi tra gli "ebrei lavoratori", entrambi i rami del movimento riuscirono a non farsi scoprire.

## L'organizzazione
Nonostante il crescente numero di membri della resistenza, il comitato organizzativo ritardò la decisione di dare inizio alla rivolta. Questa esitazione era dovuta sia alla consapevolezza dei rischi che comportava, sia al notevole miglioramento delle condizioni di vita nel "campo inferiore" tra giugno e luglio 1943. I tedeschi allentarono leggermente la disciplina e la riduzione del numero di trasporti alleggerì il sovraccarico di lavoro. Inoltre, il personale del campo iniziò a organizzare o a consentire varie attività ricreative o culturali per i prigionieri, con l'obiettivo di distrarli dall'imminente liquidazione del campo.
L'atmosfera nel "campo superiore" era completamente diversa. Da marzo si stava lavorando all'esumazione e alla cremazione di quasi 700 000 cadaveri sepolti in fosse comuni. Nella seconda metà di luglio il lavoro era quasi completato e ai detenuti divenne chiaro che sarebbero stati uccisi subito dopo la cremazione dell'ultimo cadavere. Attraverso Jankiel Wiernik iniziarono a fare pressione sul comitato organizzativo affinché fissasse con urgenza una data per la rivolta, ma Galewski e i compagni risposero in modo evasivo. Nel frattempo, la cremazione dei corpi era progredita a tal punto che i tedeschi organizzarono una festa per celebrare la conclusione imminente del lavoro: fu in questo momento che la tensione tra i prigionieri del Totenlager raggiunse il culmine. Alla fine i leader della resistenza nel "campo superiore" lanciarono un ultimatum al "campo inferiore", minacciando che, se non fosse stata fissata immediatamente una data per la rivolta, il "campo superiore" avrebbe agito autonomamente.  Galewski e gli altri leader capivano che una rivolta nel solo Totenlager non avrebbe avuto alcuna possibilità di successo e avrebbe potuto portare al massacro di tutti i prigionieri come rappresaglia. È probabile che durante le riunioni tenutesi dal 30 al 31 luglio sia stata presa la decisione di dare inizio alla rivolta nel pomeriggio di lunedì 2 agosto.

## Il piano

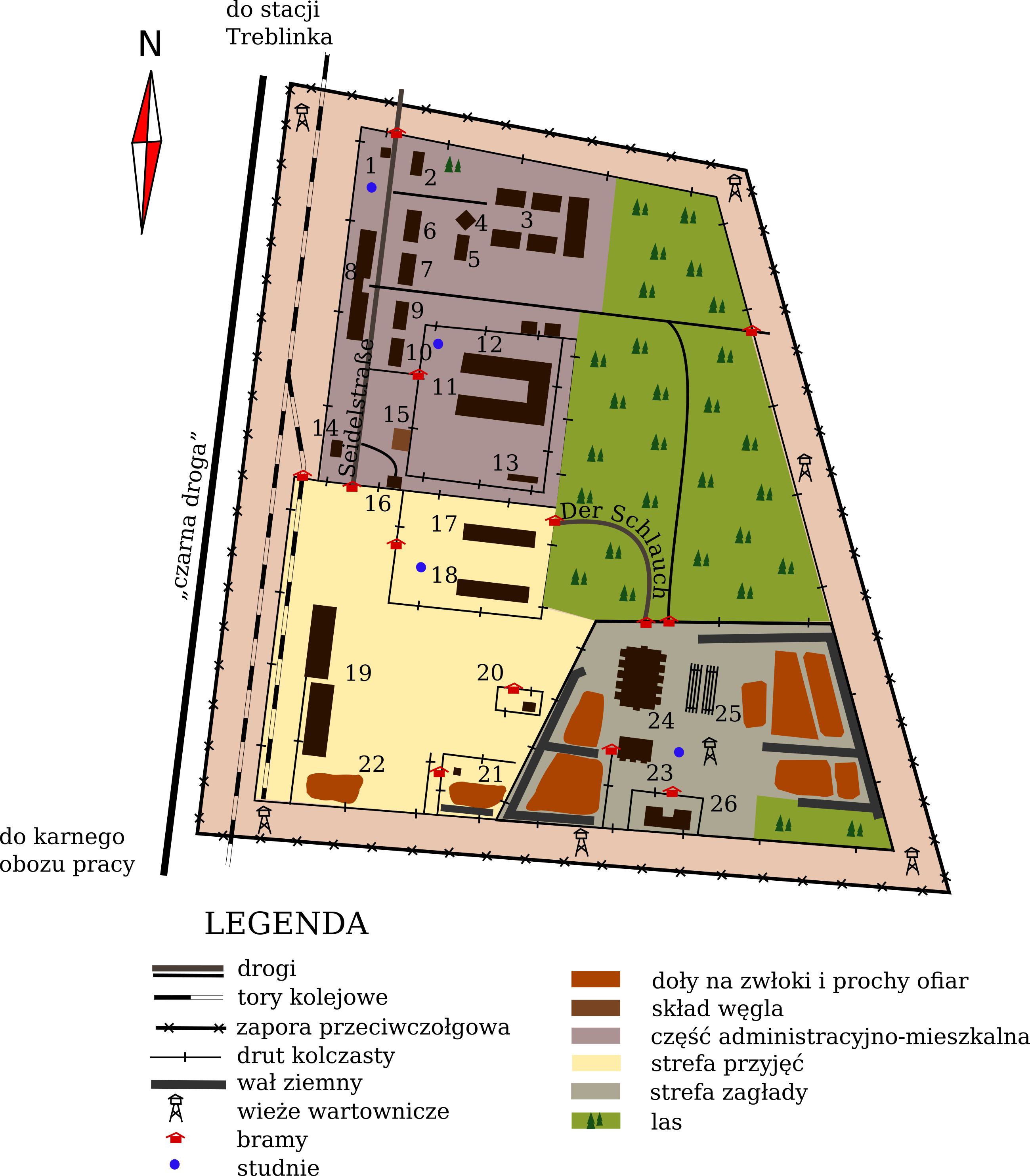
Pianta del campo di sterminio di Treblinka.

L'obiettivo principale dei cospiratori era prendere il controllo e distruggere il campo. Solo dopo avrebbero tentato un'evasione di massa. Il piano prevedeva la fuga verso nord e verso est, attraverso il fiume Bug, per nascondersi nella foresta di Białowieża.
I leader del comitato organizzativo convennero che la rivolta dovesse iniziare durante il giorno. A quell'ora le baracche tedesche erano vuote, un fattore fondamentale affinché i ragazzi al servizio dei tedeschi potessero recuperare le armi dall'armeria. Inoltre, di giorno i tedeschi e le guardie ucraine erano dispersi in tutto il campo e in qualche modo mescolati ai prigionieri, mentre di notte erano concentrati nella zona residenziale e i prigionieri erano confinati sotto sorveglianza in baracche chiuse a chiave. I cospiratori sapevano che i tedeschi avrebbero lanciato un'operazione di ricerca dei fuggitivi e conclusero che la conquista del campo doveva avvenire durante il giorno, mentre la fuga sarebbe iniziata con il favore dell'oscurità. Ogni giorno, alle 16:45, vicino al campo passava un treno che portava centinaia di prigionieri polacchi ed ebrei dal lavoro a Małkinia al vicino campo di lavoro di Treblinka I. I cospiratori speravano di fermare il convoglio e coinvolgerli nella lotta. Considerando questi fattori, i leader decisero che la rivolta sarebbe iniziata alle 16:30, mezz'ora prima della fine della giornata lavorativa.
Il piano elaborato nel "campo inferiore" prevedeva che quattro giovani servitori, guidati da un ragazzo di Varsavia di nome Markus, iniziassero a sottrarre le armi dall'armeria un paio d'ore prima della rivolta. Una volta distribuite le armi, le squadre di combattimento avrebbero preso le posizioni assegnate. Intanto intendevano anche attirare il maggior numero possibile di uomini delle SS nelle officine per ucciderli senza dare nell'occhio. Il segnale per dare inizio al combattimento aperto doveva essere l'esplosione di una granata. Il commando Sudowicz, che lavorava nell'orto e nei recinti degli animali, aveva il compito di assicurarsi che le armi fossero recuperate dall'armeria e poi attaccare le baracche dei tedeschi e quelle delle guardie. La lotta all'interno dell'area dei prigionieri, comunemente nota come "ghetto", doveva essere guidata da Salzberg. Le azioni dei ribelli che lavoravano nel "cortile di smistamento" dovevano essere dirette da Kurland, con al suo fianco Galewski, che aveva scelto questo luogo come posto di comando. I cospiratori credevano di poter conquistare e incendiare il campo in un'ora. Avevano pianificato di uccidere tutti gli uomini delle SS tedesche all'inizio della rivolta o, se possibile, prima che iniziasse, poiché credevano che senza i loro capi le guardie si sarebbero arrese. A causa della minaccia rappresentata dagli informatori, fu deciso che la popolazione carceraria in generale sarebbe stata informata della rivolta solo quando sarebbero iniziati i combattimenti aperti.
I cospiratori del "campo superiore" dovevano affrontare compiti particolarmente difficili. Conoscevano il giorno della rivolta, ma non erano stati informati dell'ora esatta in cui sarebbe iniziata. Inoltre, a causa del caldo estivo, il lavoro nel Totenlager terminava a mezzogiorno. Ciò significava che c'era il rischio che al momento della rivolta tutti gli ebrei si trovassero all'interno della zona recintata con filo spinato, dove le guardie nelle torri e all'ingresso avrebbero potuto facilmente bloccarli con il fuoco delle mitragliatrici. Fu deciso che la mattina del 2 agosto Wiernik sarebbe andato al "campo inferiore" per scoprire l'ora esatta della rivolta. Decisero anche di riesumare il maggior numero possibile di corpi per prolungare la giornata lavorativa fino al pomeriggio. Fu anche elaborato un piano per neutralizzare la torre di guardia più pericolosa, situata nella parte centrale del Totenlager. Poco prima dell'inizio dei combattimenti, diversi cospiratori avrebbero attirato la guardia al piano di sotto, con il pretesto di offrirgli oro e dollari in cambio di cibo, per poi ucciderlo senza far rumore.

## La rivolta
La sera del 1° agosto Cwi Kurland fece prestare giuramento ai membri della cospirazione nel "campo inferiore". La mattina seguente i prigionieri si recarono al lavoro come al solito. Con il pretesto di svolgere le loro mansioni quotidiane, affilarono coltelli e asce e prepararono le taniche di benzina. L'eccitazione, che faticavano a nascondere, si diffuse rapidamente tra i prigionieri che non conosceva i piani. Intuendo che stava per accadere qualcosa di straordinario, i prigionieri cominciarono a recuperare gli indumenti di ricambio, l'oro, il denaro e gli oggetti di valore che avevano nascosto per un'eventuale fuga. Dopo la pausa pranzo, intorno alle 13:00, Galewski assegnò altri lavoratori cospiratori ai commando che lavoravano nelle aree critiche del "campo inferiore". Nel frattempo alcuni eventi spostarono leggermente l'equilibrio a favore degli insorti. Poco dopo mezzogiorno 4 uomini delle SS e 16 guardie, tra cui il vice comandante SS-Untersturmführer Kurt Franz, lasciarono il campo per fare il bagno nel Bug. Quella mattina il comandante Franz Stangl aveva ricevuto la visita di un collega ufficiale che prestava servizio in un'unità collaborazionista orientale di stanza a Kosów Lacki. Secondo quanto riferito, entrambi consumarono notevoli quantità di alcol.
Il ritiro delle armi dal magazzino era previsto per le 14:00, ma il membro delle SS Max Möller rimase inaspettatamente nell'edificio. Sudowicz riuscì ad attirarlo fuori, ma il programma subì il primo ritardo. Peggio ancora, il processo di ritiro delle armi si rivelò molto dispendioso in termini di tempo. I ragazzi dovettero imballare con cura le armi da fuoco e le granate in sacchetti, che poi tirarono fuori da una finestra e trasportarono ad uno ad uno al garage. I lavoratori del commando di costruzione nascosero i sacchetti nelle carriole e li distribuirono in vari punti del "campo inferiore". Mentre le armi venivano spostate, un membro del commando di disinfezione iniziò a cospargere di benzina le pareti delle baracche di legno e delle officine con il pretesto di igienizzazione. Rudek Lubrenicki, che supervisionava il parco veicoli del campo, sabotò il motore di un'auto blindata parcheggiata nel garage.
Anche nel Totenlager erano in corso gli ultimi preparativi. Con il pretesto di raccogliere assi per i lavori di costruzione, al mattino Wiernik ottenne il permesso di recarsi al "campo inferiore", dove fu informato dell'ora della rivolta. Nel frattempo il commando dei becchini aveva riesumato così tanti cadaveri che il vice capo del "campo superiore" SS-Unterscharführer Karl Pötzinger acconsentì a un gruppo di circa 30 giovani di bruciarli nel pomeriggio. Non volendo destare i sospetti di Pötzinger con questo zelo inaspettato, Friedman negoziò delle razioni extra per i lavoratori. Nel pomeriggio anche un gruppo di "portatori d'acqua" si ritrovò fuori dall'area dei prigionieri. Lavorarono in modo particolarmente lento per evitare di tornare troppo presto alle baracche. Il gruppo, solitamente composto da 2 o 3 prigionieri, fu ampliato a 5; tra loro c'era Želomir Bloch. Poco dopo tutti i tedeschi lasciarono il Totenlager, lasciando solo le guardie. A ciascuna delle due squadre che lavoravano fuori dall'area dei prigionieri fu assegnata una guardia; una fu posta al cancello nella recinzione che circondava le baracche e altre due alle torri di guardia.
Poco dopo alcuni eventi sconvolsero i piani. Verso le 15:30 comparve nel "ghetto" il capo del "campo inferiore" l'SS-Oberscharführer Kurt Küttner. Pochi istanti dopo, il capoblocco della baracca n° 2 Kuba chiese di parlargli in privato. Era un noto informatore, quindi Salzberg, temendo di essere scoperto, inviò un messaggero a Galewski, chiedendo il permesso di eliminare il tedesco. Nel frattempo Küttner, terminata la conversazione con Kuba, lasciò la baracca e incontrò un giovane ebreo che non avrebbe dovuto trovarsi nel "ghetto" in quel momento. Lo perquisì e trovò del denaro nascosto per un tentativo di fuga. Proprio mentre Küttner stava per trascinare il prigioniero fuori dal "ghetto", il messaggero tornò, accompagnato da un cospiratore armato di nome Wołowańczyk (o Wallabańczyk), mandato da Galewski per uccidere l'ufficiale. Wołowańczyk estrasse la pistola e sparò a Küttner. Erano circa le 16:00.
Il colpo sparato contro Küttner segnò l'inizio della rivolta. Presto in vari punti del "campo inferiore" scoppiò una sparatoria caotica. Galewski, che aveva scelto un posto di comando poco adatto, perse rapidamente il controllo della battaglia. La disparità delle forze era notevole, poiché i ragazzi erano riusciti a prelevare solo poche decine di granate e una manciata di pistole e fucili con munizioni limitate. Ciononostante, i cospiratori iniziarono ad eseguire i compiti loro assegnati. Il gruppo di Sudowicz lanciò le granate contro l'ufficio del comandante. Lubrenicki, insieme a un ebreo ceco di nome Stanisław Lichtblau, detto "Standa", fece saltare in aria il deposito di carburante. Gli insorti nell'area di smistamento tentarono di ingaggiare la battaglia con le guardie ucraine, in particolare con quelle delle torri di guardia lungo la sezione meridionale della recinzione. Salzberg e i suoi uomini uccisero il capoblocco Kuba e iniziarono ad appiccare il fuoco alle baracche e alle officine del "ghetto". Gli insorti uccisero anche una donna conosciuta come "Paulinka", una kapò delle prigioniere nel "campo inferiore" e nota informatrice. Tuttavia, le loro scorte limitate di munizioni e granate si esaurirono rapidamente e nel frattempo i tedeschi e le guardie, ripresisi dalla sorpresa iniziale, risposero con un intenso fuoco. Le mitragliate dalle torri di guardia causarono molte vittime. Centinaia di persone non coinvolte nella rivolta si diedero ad una fuga caotica, alcune dirigendosi verso la sezione orientale della recinzione, altre fuggendo a sud-est verso il Totenlager. Lungo il percorso abbatterono le recinzioni interne utilizzando vari strumenti.
Gli insorti nel "campo superiore" furono inizialmente colti di sorpresa dagli spari prematuri e non si unirono immediatamente alla lotta. Fu solo quando ulteriori spari ed esplosioni convinsero Bloch che la rivolta nel "campo inferiore" era già in corso che diede il segnale di combattere. Al grido concordato, «Rivoluzione a Berlino!», gli ebrei nell'area dei prigionieri sfondarono la recinzione e uccisero la guardia. Anche i "portatori d'acqua" e i membri del commando dei becchini eliminarono le guardie loro assegnate. Probabilmente In quel lasso di tempo fu ucciso anche l'Oberkapo Singer. Gli insorti incendiarono alcuni edifici e presero il controllo della guardiola, dove trovarono alcune armi. Durante lo scontro a fuoco fu colpita una guardia di stanza nella torre di guardia centrale del Totenlager. Poco dopo una folla di prigionieri in fuga dal "campo inferiore" si riversò nel "campo superiore" e, insieme a quelli del posto, iniziò a sfondare la recinzione esterna. Sebbene la torre di guardia centrale del Totenlager fosse stata neutralizzata, le guardie nelle torri lungo la recinzione riuscirono a decimare i prigionieri in fuga con il fuoco delle mitragliatrici. Ciononostante, molti riuscirono a scappare dal campo. Bloch e i restanti insorti, che avevano acquisito armi da fuoco, fornirono fuoco di copertura ai fuggitivi fino a quando non furono uccisi o esaurirono le munizioni.
Secondo Stangl, i combattimenti durarono meno di 30 minuti. Franciszek Ząbecki ricordò che l'incendio nel campo non fu domato fino alle 18:00 circa. Dopo che gli spari cessarono, i tedeschi annunciarono che tutti gli ebrei rimasti nel campo che desideravano la loro protezione dovevano presentarsi immediatamente nella piazza davanti all'ufficio del comandante. Secondo quanto riferito, 105 prigionieri risposero a questa richiesta. Stangl inviò quindi una squadra improvvisata alla ricerca dei fuggitivi.

### Esito
Al momento della rivolta nel campo si trovavano sui 840 prigionieri. Circa 400 riuscirono a fuggire, tra i 350 e i 400 ebrei furono uccisi durante i combattimenti o mentre tentavano di superare la recinzione esterna. Oltre 100 furono catturati dai tedeschi all'interno del campo; si trattava di quelli che avevano scelto di rimanere a Treblinka o che non erano riusciti a fuggire a causa di malattie e debolezza.
Le perdite subite dal personale sono difficili da determinare perché i tedeschi non produssero alcun rapporto ufficiale sulla rivolta. Secondo Yitzhak Arad, furono uccise o ferite 5 o 6 guardie, mentre tra gli uomini delle SS tedesche solo Kurt Küttner rimase ferito.
Confrontando il corso e gli esiti delle rivolte nei centri di sterminio di Treblinka e Sobibor, Arad valutò gli obiettivi degli insorti di Sobibor più modesti, quindi con più possibilità di successo. Riteneva inoltre che la rivolta di Sobibor fosse stata preparata meglio dal punto di vista militare. Gli insorti di Treblinka non riuscirono a prendere il controllo del campo e a distruggere le camere a gas, il che permise ai tedeschi di uccidere almeno 7 500 ebrei del ghetto di Białystok nella seconda metà di agosto. Tuttavia, secondo Arad, la rivolta dovrebbe essere considerata un successo, se non altro perché ha permesso la fuga collettiva dei prigionieri. A suo avviso, la rivolta ha anche accelerato la decisione di liquidare il campo.

## Il destino dei fuggitivi

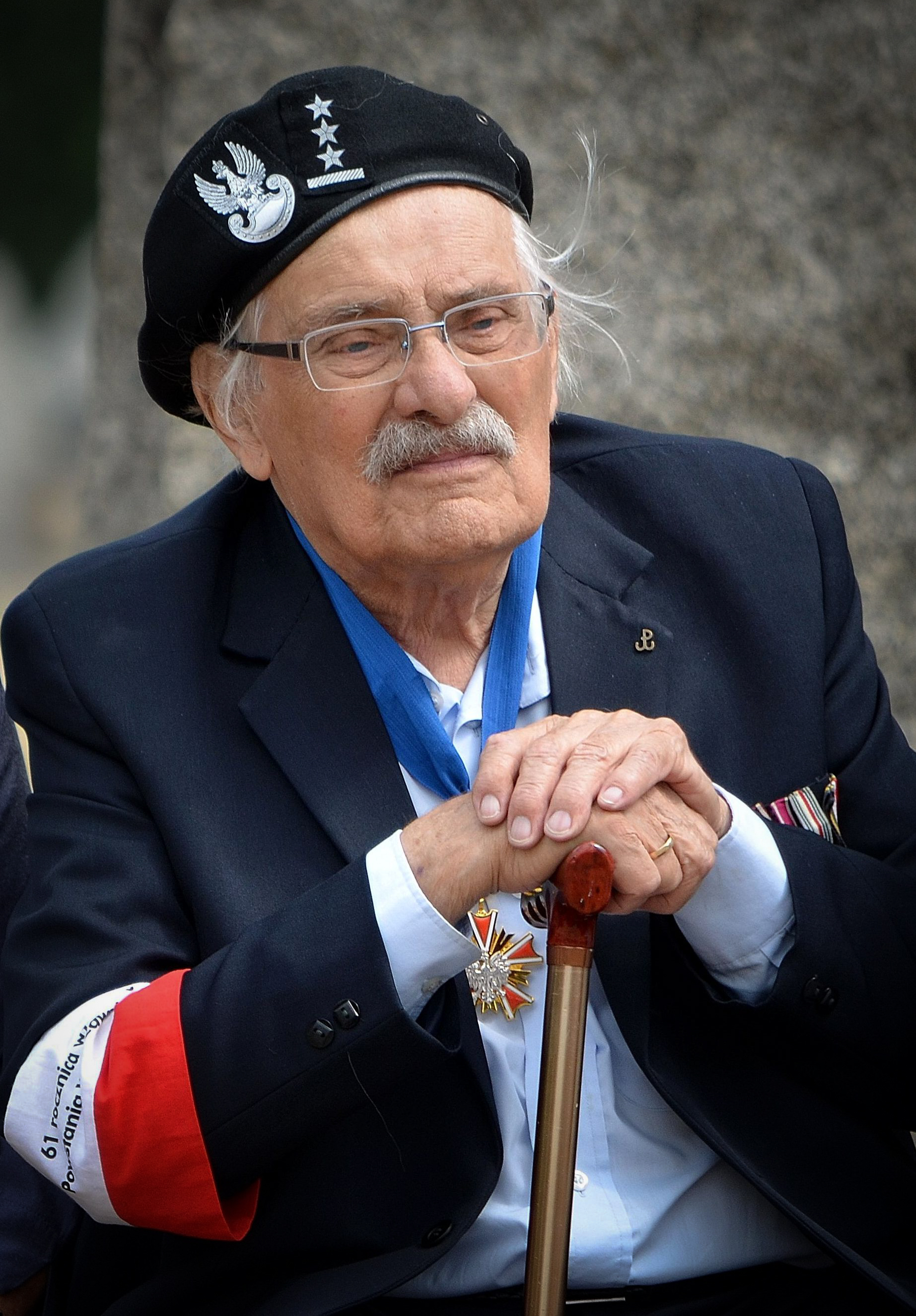
Samuel Willenberg (1923–2016), l'ultimo dei partecipanti alla rivolta di Treblinka.

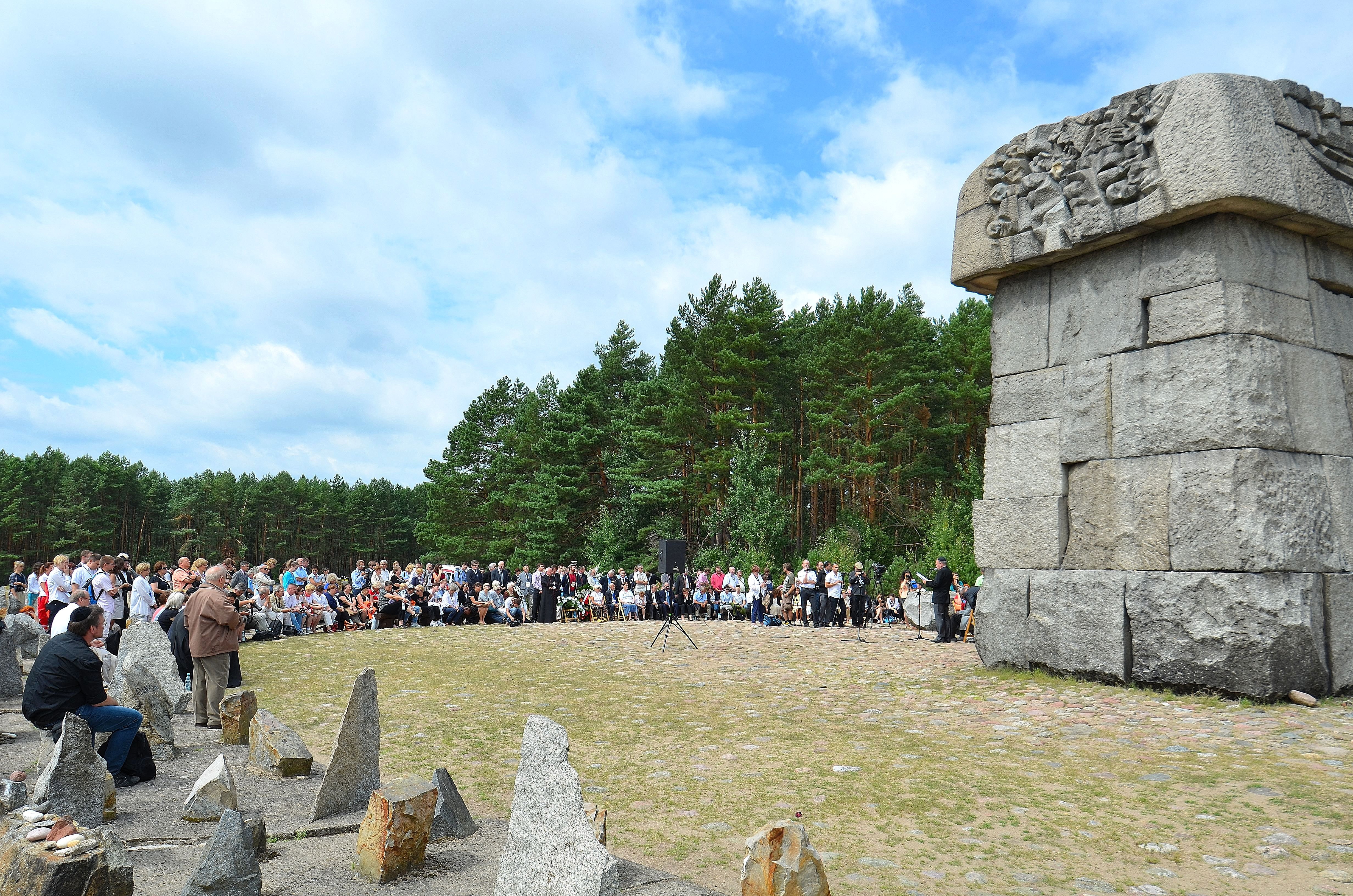
Celebrazione del 70° anniversario della rivolta davanti al memoriale di Treblinka, 2 agosto 2013.

Gli ebrei scapparono dal campo in grandi gruppi, ma questi si dispersero rapidamente. Franciszek Ząbecki afferma che un gruppo fu aiutato ad attraversare il fiume Bug da un'unità partigiana dell'Armia Krajowa guidata da Stanisław Siwek, nome in codice Śliwa, ma questa informazione non è confermata da altre fonti.
Gli insorti non riuscirono a tagliare le linee telefoniche che collegavano il campo al mondo esterno, consentendo a Stangl di chiamare rapidamente i rinforzi. I primi ad arrivare furono gli uomini del vicino campo di lavoro di Treblinka I, seguiti poco dopo dal gruppo guidato da Kurt Franz che tornava dal fiume Bug. Furono allertate le postazioni tedesche di Małkinia, Sokołów Podlaski, Kosów Lacki e Ostrów Mazowiecka. Unità delle SS, della polizia, della gendarmeria e delle guardie ferroviarie lanciarono una caccia all'uomo su larga scala. Il campo fu circondato in un raggio di cinque chilometri, le strade furono bloccate e furono istituiti posti di blocco sui guadi lungo il Bug. Nelle prime 24 ore quasi la metà dei fuggitivi fu catturata e uccisa. Nei giorni seguenti furono ammazzati altri 100 ebrei circa. Tutti i leader della rivolta furono uccisi durante la rivolta stessa e la successiva fuga.
Circa 70 persone evase da Treblinka sopravvissero alla guerra, tra cui due donne. Alcuni trovarono rifugio tra la popolazione polacca, altri si nascosero nelle foreste fino all'arrivo dell'Armata Rossa. Uno dei fuggitivi, Samuel Rajzman, fu nascosto e ospitato da un contadino polacco fino alla liberazione. Alcuni fuggiaschi furono catturati e mandati a lavorare nel Reich o nei campi di concentramento, dove riuscirono a sopravvivere alla guerra. Due ebrei cechi, Richard Glazar e Karel Unger, sopravvissero fingendo di essere lavoratori dell'Organizzazione Todt e recandosi in Germania, dove furono liberati dalle forze statunitensi nella primavera del 1945.
Molti riuscirono a sopravvivere grazie all'aiuto dei polacchi. La forma più comune di aiuto era fornire cibo, a volte anche riparo, sia a breve che a lungo termine. Nei resoconti ebraici e polacchi, analizzati da Teresa Prekerowa, predominano le informazioni relative all'assistenza altruistica (circa il 60% dei casi). Tuttavia, le testimonianze e i ricordi dei sopravvissuti di Treblinka riportano generalmente un'immagine negativa dell'atteggiamento della popolazione polacca. Molte di queste accuse sono state confermate anche dai resoconti polacchi. Sulla base delle testimonianze ebraiche, Yitzhak Arad ha concluso che la maggior parte dei contadini polacchi non solo non aiutava gli ebrei, ma, spinti dall'avidità e dall'antisemitismo, li consegnava ai tedeschi o li derubava e uccideva di propria iniziativa. Si descrivono come particolarmente ostili gli abitanti dei dintorni di Treblinka, che avevano tratto profitto dal commercio con le guardie. Arad dedusse anche che rappresentavano una minaccia per i fuggitivi non solo i tedeschi e i contadini polacchi, ma anche i membri dell'Armia Krajowa e le fazioni di destra e fasciste della resistenza polacca.
Tuttavia, Teresa Prekerowa, dopo aver analizzato 27 resoconti ebraici e polacchi che descrivono l'atteggiamento della popolazione polacca nei confronti dei fuggitivi di Treblinka, ha sottolineato che la maggior parte dei giudizi negativi non erano legati a casi specifici, ma si basavano su valutazioni generali. Inoltre, solo alcuni autori ebrei hanno scritto dei loro contatti con la popolazione polacca. Pertanto è difficile stimare l'effettiva portata dei fenomeni negativi. I resoconti polacchi fanno capire che il motivo più comune dei crimini contro i fuggitivi non era l'antisemitismo, bensì l'avidità o le dispute di vicinato. Prekerowa ha anche osservato che nei resoconti ebraici qualsiasi rifiuto di aiuto è spesso interpretato come un atto di ostilità e antisemitismo, mentre le ragioni oggettive dell'impossibilità di fornire assistenza (ad esempio, la paura dei tedeschi o la mancanza di cibo) vengono minimizzate. Ha anche concluso che i cosiddetti partigiani polacchi o sovietici che attaccavano gli evasi da Treblinka potevano essere comuni banditi che si fingevano membri della resistenza. In particolare, il fatto che nelle memorie pubblicate molti anni dopo la guerra gli ebrei spesso non ripetano le accuse contro l'Armia Krajowa che apparivano nelle loro testimonianze rese subito dopo la liberazione può suggerire che tali accuse fossero influenzate dalle pressioni della propaganda stalinista.

## Conseguenze
La rivolta di Treblinka ricevette grande attenzione nei resoconti dello Stato segreto polacco. Sia la stampa clandestina comunista che quella associata allo Stato clandestino riportarono l'evento, che fu menzionato anche nei periodici pubblicati a Londra dal governo polacco in esilio. Sulle prime i resoconti polacchi ne esagerarono la portata, stimando il numero dei fuggitivi a 1.800 e il numero del personale del campo ucciso tra i 30 e i 50. I resoconti successivi fornirono informazioni più accurate.
L'amministrazione del campo e il personale dell'operazione Reinhard cercarono di minimizzare la ribellione e, se possibile, di mantenerla segreta. Poiché nessun membro delle SS tedesche rimase ucciso, non fu redatto alcun rapporto ufficiale per il comando delle SS a Berlino. Inoltre, il comandante Stangl affermò che tutti i fuggitivi erano stati ricatturati nel giro di poche ore.
Il 19 agosto 1943 l'ultimo trasporto dal ghetto di Białystok fu sterminato a Treblinka. Con l'avvicinarsi della fine dell'operazione Reinhard, i tedeschi procedettero alla graduale liquidazione del campo. A metà o alla fine di agosto Stangl, insieme a parte del personale, fu trasferito a Trieste. A Treblinka rimase solo il cosiddetto Restkommando, guidato da Kurt Franz e composto da alcuni uomini delle SS, un gruppo di guardie e un centinaio di ebrei con il compito di cancellare ogni traccia dell'esistenza del campo. Tra settembre e ottobre smantellarono gli edifici sopravvissuti alla rivolta di agosto, le recinzioni e le torri di guardia. Le fosse comuni, svuotate dei corpi, furono riempite e seminate con lupini. Sull'ex terreno del campo fu creata una fattoria, dove si stabilirono due guardie con le famiglie. Il 20 ottobre tra i 30 e i 50 prigionieri furono trasferiti al campo di sterminio di Sobibor. Un altro gruppo vi fu inviato il 4 novembre. Questi prigionieri parteciparono alla liquidazione di Sobibor dopo la relativa rivolta e furono giustiziati poche settimane dopo. Le ultime pulizie a Treblinka furono assegnate a un gruppo di circa 30 ebrei. Il 17 novembre 1943, in una foresta vicino al campo, Franz e i suoi uomini li fucilarono e bruciarono i loro corpi.
Nel 1945 il generale Michał Rola-Żymierski conferì postuma la Croce al Valore ai leader della cospirazione di Treblinka Julian Chorążycki e Marceli Galewski.
Ogni anno, il 2 agosto, presso il sito dell'ex campo di sterminio si tengono cerimonie commemorative in onore delle vittime di Treblinka.
L'ultimo sopravvissuto alla rivolta, Samuel Willenberg, è deceduto il 19 febbraio 2016.

### Riferimenti
1. ↑  Arad, p. 37
2. ↑  (EN) Holocaust Memorial Day Trust | 2 August 1943: Uprising of prisoners at Treblinka, su Holocaust Memorial Day Trust. URL consultato il 3 giugno 2025.
3. 1 2 3 4  (EN) The Treblinka uprising | Muzeum Historii Żydów Polskich POLIN w Warszawie, su polin.pl. URL consultato il 3 giugno 2025.
4. ↑  Młynarczyk, pp. 217–232
5. ↑  Arad, p. 209
6. ↑  Młynarczyk, p. 90
7. ↑  Młynarczyk, p. 224
8. ↑  Młynarczyk, p. 228
9. ↑  Arad, pp. 108–110
10. ↑  Arad, p. 112
11. 1 2  (EN) The Treblinka Uprising, su The National WWII Museum | New Orleans, 12 dicembre 2024. URL consultato il 3 giugno 2025.
12. ↑  Arad, pp. 111–112
13. ↑  (EN) "Treblinka must cease to exist." Read the account of the rebellion at the extermination camp on August 2, 1943, su Żydowski Instytut Historyczny. URL consultato il 3 giugno 2025.
14. ↑  Black, pp. 105–108, 112
15. ↑  Młynarczyk, p. 69
16. ↑  Arad, pp. 97–98
17. ↑  Młynarczyk, pp. 76–77
18. ↑  Arad, pp. 105–106
19. ↑  Arad, pp. 98–99, 106
20. ↑   Treblinka | Holocaust, su www.holocaust.cz. URL consultato il 3 giugno 2025.
21. ↑  Arad, pp. 105–107, 113
22. ↑  Kopówka, p. 40
23. ↑  Arad, pp. 165–168
24. ↑  Arad, p. 270
25. ↑  Arad, pp. 258–264, 268–269
26. ↑  Arad, pp. 270–271
27. 1 2  Arad, p. 271
28. 1 2 3 4  (EN) Resistance and uprising – Muzeum Treblinka, su muzeumtreblinka.eu. URL consultato il 3 giugno 2025.
29. 1 2 3   Holocaust Historical Society, su www.holocausthistoricalsociety.org.uk. URL consultato il 5 giugno 2025.
30. 1 2 3 4  Arad, p. 272
31. ↑  Arad, pp. 272–273
32. 1 2 3 4  Arad, p. 274
33. ↑  Glazar, pp. 115–116
34. ↑  Willenberg, pp. 159–160
35. ↑  Młynarczyk, pp. 94–95
36. ↑  Arad, p. 275
37. ↑  Arad, pp. 275–276
38. ↑  Arad, pp. 107, 275
39. 1 2 3 4  Arad, p. 277
40. ↑  Webb, Chocholatý, p. 103
41. ↑  Weinfeld, pp. 36–43
42. ↑  Weinfeld, pp. 36–43
43. ↑   Yoram Lubling, Twice-dead: Moshe Y. Lubling, the ethics of memory, and the Treblinka Revolt, New York, Peter Lang, 2007,  p. 136, ISBN 978-0-8204-8815-8, OCLC ocm71275560.
44. 1 2  Arad, p. 278
45. ↑  Arad, pp. 278–279
46. ↑  Arad, p. 279
47. ↑  Willenberg, pp. 85–88
48. ↑  Arad, pp. 277–278
49. ↑  Arad, p. 226
50. ↑  Arad, pp. 173–177
51. ↑  Arad, p. 280
52. ↑  Arad, p. 281
53. 1 2  Arad, p. 282
54. 1 2 3  Arad, p. 283
55. ↑  Rajchman, p. 89
56. ↑  Webb, Chocholatý, p. 105
57. ↑  Arad, pp. 282–283
58. 1 2 3 4  Arad, p. 284
59. 1 2 3  Arad, p. 287
60. ↑  Arad, p. 283
61. 1 2  Arad, p. 285
62. ↑  Arad, p. 286
63. ↑  Sereny, p. 208
64. ↑  Sereny, p. 207
65. ↑   Kurt Franz, su www.europeremembers.com. URL consultato il 3 giugno 2025.
66. ↑  Sereny, pp. 207–208
67. ↑  Arad, pp. 287–288
68. ↑  Arad, p. 288
69. ↑  Arad, pp. 286–287
70. ↑  Arad, pp. 288–289
71. ↑  Arad, pp. 289–290
72. ↑  Arad, p. 290
73. 1 2 3 4 5  Arad, p. 291
74. ↑  Webb, Chocholatý, pp. 283, 285
75. ↑  Sereny, p. 215
76. 1 2  Arad, p. 292
77. ↑  Sereny, p. 180
78. ↑  Arad, pp. 292–293
79. ↑  Sereny, p. 210
80. 1 2 3  Ząbecki, p. 95
81. ↑  Sereny, pp. 215–216
82. 1 2  Arad, p. 295
83. 1 2  Młynarczyk, p. 95
84. ↑   Treblinka (Versione ridotta) | Enciclopedia dell’Olocausto, su encyclopedia.ushmm.org. URL consultato il 3 giugno 2025 (archiviato dall'url originale il 10 febbraio 2025).
85. 1 2  Arad, p. 298
86. ↑  Arad, p. 294
87. 1 2 3  Arad, p. 362
88. 1 2  Młynarczyk, p. 96
89. ↑  Arad, p. 363
90. ↑  Arad, p. 296
91. ↑  Ząbecki, pp. 94–95
92. ↑  Prekerowa, p. 114
93. ↑  Arad, pp. 295–296
94. 1 2  Kopówka, p. 42
95. ↑  Sereny, p. 216
96. ↑  Arad, pp. 297–298
97. ↑  Arad, p. 297
98. ↑  Arad, p. 116
99. ↑  Arad, pp. 344–345
100. ↑  (EN) "Treblinka must cease to exist." Read the account of the rebellion at the extermination camp on August 2, 1943, su Żydowski Instytut Historyczny. URL consultato il 3 giugno 2025.
101. ↑   Karen Treiger, Shmuel Rajzman - a giant of Treblinka, su So You Want To Write A Holocaust Book?, 13 gennaio 2017. URL consultato il 19 agosto 2024.
102. ↑  Webb, Chocholatý, pp. 235–237, 248–249, 252
103. ↑  Glazar, pp. 155–162, 183–186
104. ↑  Webb, Chocholatý, pp. 236–237, 252
105. ↑  (PL) Edward Kopówka e Paweł Rytel-Andrianik, Dam im imię na wieki. Polacy z okolic Treblinki ratujący Żydów, in Biblioteka Drohiczyńska, Warsaw, Wydawnictwo Sióstr Loretanek, 2011,  pp. 350–354, ISBN 978-83-7257-496-1.
106. ↑  Prekerowa, pp. 115–116
107. ↑  Prekerowa, p. 106
108. 1 2  Prekerowa, p. 113
109. ↑  Arad, pp. 342–347
110. ↑  Arad, p. 343
111. ↑  Arad, pp. 346–347
112. ↑  Prekerowa, p. 107
113. 1 2  Prekerowa, p. 119
114. ↑  Prekerowa, pp. 108–110
115. ↑  Prekerowa, pp. 117–118
116. ↑  Prekerowa, pp. 110–112
117. 1 2  (PL) Józef Marszałek, Rozpoznanie obozów śmierci w Bełżcu, Sobiborze i Treblince przez wywiad Armii Krajowej i Delegatury Rządu Rzeczypospolitej Polskiej na Kraj, in Biuletyn Głównej Komisji Badania Zbrodni przeciwko Narodowi Polskiemu Instytutu Pamięci Narodowej, vol. 35, 1993,  p. 45.
118. ↑  Arad, pp. 357–358
119. ↑  Arad, p. 358
120. ↑  Kopówka, p. 43
121. ↑  Ząbecki, p. 96
122. 1 2 3  Rusiniak, p. 18
123. ↑  Rusiniak, p. 17
124. 1 2 3  Arad, p. 373
125. ↑  Rusiniak, pp. 18–19
126. ↑  Rusiniak, pp. 20–21
127. ↑  Ząbecki, pp. 98–99
128. ↑  Ząbecki, p. 99
129. ↑  Młynarczyk, pp. 96–97
130. ↑  Rusiniak, p. 20
131. ↑   Alphabetical Listing of Treblinka Survivors and Victims, su holocaustresearchproject.org (archiviato dall'url originale il 19 ottobre 2016).
132. ↑  (PL) Artur Zawadka, Upamiętnianie Treblinki, in Edward Kopówka, Piotr Łopuski (a cura di), Treblinka: historia i pamięć, Siedlce, Muzeum Regionalne w Siedlcach, 2015,  p. 53, ISBN 978-83-88761-51-5.
133. ↑  (PL) Zmarł Samuel Willenberg, uczestnik buntu więźniów Treblinki, powstaniec warszawski, su dzieje.pl, 20 febbraio 2016 (archiviato dall'url originale il 2 luglio 2017).
134. ↑   È morto l'ultimo di Treblinka, su rsi, 21 febbraio 2016. URL consultato il 3 giugno 2025.